# Front Popular/Front Antifeixista/Llibertat
El Front Popular, posteriorment Front Antifeixista i finalment Llibertat va ser el primer diari editat pel front antifeixista a partir de l'esclat de la Guerra Civil Espanyola a la ciutat de Tarragona i afí a Esquerra Republicana. Van publicar-se un total de 502 números des del juliol de 1936 fins a l'octubre de 1938. La capçalera informava sobre les notícies del front d'Aragó i on es publicava la propaganda del front antifeixista. De disseny molt poc elaborat, estava compaginat a cinc columnes. Es publicava a l'edició de la tarda.

## Antecedents
El 22 de juliol de 1936 el diari Catalònia va ser retingut pel Front Popular Antifeixista. El seu subtítol on hi apareixia: "Diari d'avisos i notícies", va ser canviat pel de "Portaveu del Front Popular d'Esquerres", el 22 de juliol de 1936. El 23 de juliol, apareixia el primer número de Front Popular. Va començar a publicar-se amb el mateix format, tipus de lletra i nombre de columnes, així com la mateixa redacció i impremta de Catalònia.

## Del Front Popular a Front Antifeixista
Durant setze números apareixia el nom de Front Popular, "Portaveu del Front Popular d'Esquerres", amb un tiratge de dos mil exemplars. Es publicaven notícies sobre la guerra, en especial del front d'Aragó. La informació bèl·lica s'alternava amb la propaganda a través de diverses consignes contra el feixisme. El director d'aquesta primera publicació va ser Josep Bru i Ferrer. A partir del número disset, l'11 d'agost de 1936, comença a publicar-se sota el nom de Front Antifeixista,”Portaveu del Front Popular Antifeixista”, sota la direcció de Francesc Cañagueral. A la portada, apareix un petit breu titulat: "Canvi de nom del nostre periòdic". A la nota, el canvi es justificava de la següent manera:
| « | «Avui, l'òrgan dels lluitadors anti-feixistes surt amb un nom més adequat a la seva significació. Aquest canvi obeeix a la unificació del Front i està fet d'acord amb el Comitè Central de la lluita Antifeixista» | » |

El seu contingut va restar pràcticament sent el mateix, si bé és cert que es va focalitzar més en les tropes tarragonines que lluitaven al Front d'Aragó. Com a novetat, el Front Antifeixista també va començar a publicar l'edició Frente Antifascista, en castellà, pels soldats castellanoparlants. El seu disseny era molt auster: de dues pàgines i a cinc columnes, tenia un format de 540 x 383 mm i estava imprès per Sugrañes. De forma ocasional, es publicarien imatges.

## Del Front Antifeixista a Llibertat
En el número 35, el 31 d'agost de 1936, el nom del diari torna a canviar pel de Llibertat, però conserva el subtítol "Portaveu del Front Popular Antifeixista". S'elimina l'edició en castellà, però no hi ha cap nota explicativa on es justifiquin aquests canvis. El seu director passar a ser Josep Maria Recasens i Jordà.
La publicació arriba a tenir quatre pàgines a cinc columnes, amb un format de 540 x 375 i on es publicarien imatges esporàdicament. Continua havent-hi notícies sobre el front, però es comencen a publicar-ne de locals: hi ha cròniques esportives i culturals i també apareixen notes de sucessos. Hi van arribar a col·laborar de forma esporàdica escriptors com Josep Alomà i, ocasionalment, els articles que escrivia Antoni Rovira i Virgili a La Humanitat, diari afí a ERC, també es publicaven a Llibertat.

## Fi de la publicació
Al llarg de l'any 1937, es va començar a fer palès les dificultats del diari per poder seguir publicant-se. A la primavera del mateix any, el rotatiu torna a canviar de direcció i passa a ser liderat per Ramon Sanahuja i Soler. A partir del 5 d'octubre, Llibertat és un diari de tan sols dues pàgines, per la manca de paper. A partir del febrer de 1938, passa a ser un breu setmanari, per la incapacitat de seguir publicant diàriament. Vuit mesos després, el 25 d'octubre de 1938, el diari Llibertat tanca definitivament amb el número 502.

## Directors
- 'Front Popular:' Josep Bru i Ferrer
- 'Front Antifeixista i Frente Antifascista:' Francesc Cañagueral
- 'Llibertat:' Josep Maria Recasens i Ramon Sanahuja i Soler

## Localització
Premsa Digitalitzada Biblioteca Hemeroteca Municipal de Tarragona